# Thukydid
Thukydid (græsk: Θουκυδίδης, Thoukydídēs, mellem 460 og 455 f.Kr. – ca. 400 f.Kr.) var en græsk historiker, hvis hovedværk omhandler den Peloponnesiske Krig mellem Athen og Sparta.

## Liv
Han var født som athensk borger og blev valgt som strateg i 424 f.Kr., men landsforvist efter nederlaget ved Amfipolis. Han levede i landflygtighed i 20 år, før han fik lov til at vende tilbage til Athen i 404 f.Kr. kort før sin død.

## Forfatterskab
Thukydid er kendt som "historiens fader" mht. politisk realisme som disciplin. Han skriver faktuelt i modsætning til Herodot, der inddrager guder og myter. Med Thukydids og Herodots arbejder blev den mundtlige fortællertradition med sit mytiske syn på fortiden, afløst af historie og litteratur. Thukydids mål var at præsentere fortiden i et rammeværk af objektive fakta, så senere læsere fik kendskab til, hvad der faktisk var sket. Han undgik de digressioner, der er så typiske for Herodot, til fordel for fokus og præcision. 
Thukydid skrev om et eneste emne: Den lange krig, han havde deltaget i, og som resulterede i Athens nederlag. Ved den tid, hans beretning blev publiceret, dvs kort efter hans død, var Athens storhedstid omme. Hans værk er den eneste bevarede kilde til oplysninger om den Peloponnesiske Krig, og den første beretning, der er skrevet for at læses, ikke fremføres. 
Thukydid var den første historiker i moderne betydning. Han havde ingen tålmodighed med overnaturlige forklaringer på begivenheder; fx afviste han den gamle legende om den skønne Helenas bejlere, som efter at være blevet afvist, støttede hendes udvalgte. I stedet skrev Thukydid, at heltene støttede Agamemnon, simpelthen fordi han havde Grækenlands største hær, og heller ikke tog nej for et svar. "Jeg har gjort det til et princip ikke at nedskrive den første historie der kom i min vej, og heller ikke ladt mig forlede af mit eget indtryk. Enten var jeg selv til stede ved de begivenheder, jeg beskriver, eller jeg hørte om dem fra øjenvidner, hvis beretninger jeg har undersøgt grundigst mulig." Athenere med uddannelse var blevet mindre interesserede i de overnaturlige magter, der tænktes at styre verden, og foretrak pålidelig information. I modsætning til Herodot medtog Thukydid ikke anekdoter, som ikke vedkom hans tema. Med læsekunstens udbredelse kunne han roligt droppe anekdoterne, for han behøvede ikke at fremføre sit værk foran et publikum. De kunne selv læse det. Som han skrev: "Mit værk er ikke et skriv, lavet for at falde i smag hos et herværende publikum, men er skrevet for at vare evigt." Athenerne var godt klar over, at skrift bevarede tanker og beretninger for eftertiden, og de satte pris på at lade verden vide, hvor storartede de var, og hvordan atheneres gerninger ville huskes for altid. En plads i historien ansporede dem, og de kom til at interessere sig mere for eftertiden og eftermælet, end for samtiden. 
Thukydid gengav ofte taler, som han mente, de måtte have lydt, så som Perikles' mindetale over faldne athenere, som er en lovprisning af demokratiet. Mange af Thukydids værker regnes som førstehåndskilder, da han var en athensk general og oplevede dermed de fleste af de begivenheder, som han beskrev i sine værker. Han havde et cyklisk historiesyn, dvs. at han anså historien som en gentagelse, hvor imperier skabes og falder.